# Pavel Černý (policista)

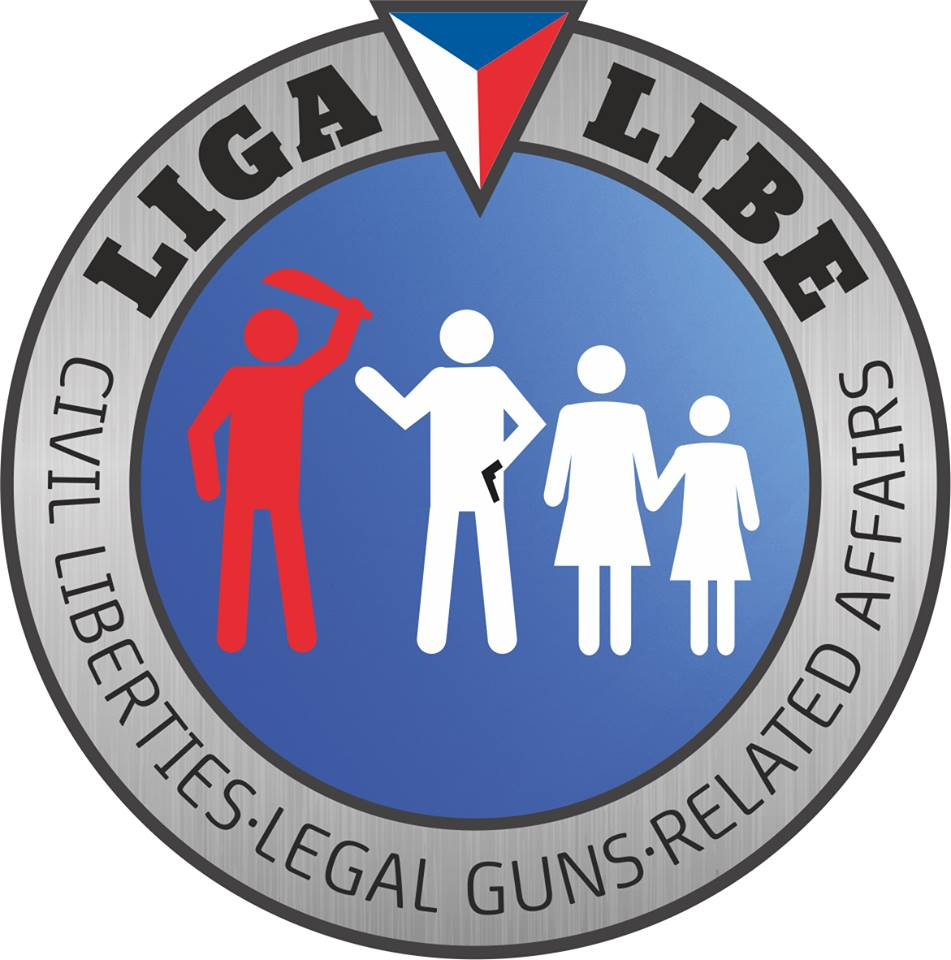
Logo spolku Liga libe, jehož je prezidentem

Pavel Černý (* 1967) je český policejní instruktor sebeobrany, školitel různých speciálních zásahových ozbrojených jednotek, odborník na zavádění bezpečnostních systémů pro policejní sbory, prezident spolku Liga libe, autor novinových i časopiseckých článků a odborných publikací (učebnic a manuálů) o střelbě, sebeobraně, výcviku, taktice a praktickém používání zbraní, speciálních zbraní a střeliva. Je členem expertní pracovní skupiny Ministerstva vnitra České republiky a Ministerstva spravedlnosti České republiky pro zbraňovou legislativu a je hlavním iniciátorem některých petic proti odzbrojení.

## Život

### Studia
Pavel Černý se narodil v roce 1967. Je absolventem pražské Fakulty tělesné výchovy a sportu Univerzity Karlovy, kde vystudoval vojenský obor zaměřený na speciální armádní dovednosti příslušníků zvláštních útvarů Armády České republiky. Hovoří plynně anglicky (absolvoval I. a II. stupeň anglického jazykového kurzu – dle normy STANAG Ministerstva vnitra České republiky) a dorozumí se i v ruském jazyce.

### Profesní působení
V letech 1993 až 2000 byl instruktorem Policie České republiky v oboru střelby, sebeobrany a taktiky. Následující čtyři roky (2000 až 2004) vykonával funkci lektora pro speciální zbraně u Ministerstvu vnitra České republiky a současně byl i garantem kurzů pořádaných pro instruktory Policie České republiky. Mezi léty 2004 až 2008 pracoval jako instruktor a metodik OMIV, vytvářel modelové situace a specializoval se na taktické aspekty rizikových zákroků. Nyní (rok 2024) je podplukovníkem ve výslužbě.

### Střelecké soutěže
Pavel Černý je jedním z prvních tuzemských IPSC střelců a na svém kontě má několik vítězství v disciplínách akční střelby IPSC (pistol, brokovnice, puška). Zároveň se účastnil i soutěží IDPA. V rezortních mistrovstvích Policie České republiky a přeborech Vojenské policie se umísťoval na medailových pozicích. Zároveň se podílel na organizování specializovaných závodů ve střelecko–taktické střelbě (pistole, brokovnice, útočná puška), kde také vykonával funkci rozhodčího. Také má za sebou více než 15 let trvající roli trenéra disciplín akční a policejní střelby, během níž vedl přípravu i některých IPSC soutěžních střelců zaměřenou k jejich účasti v mezinárodních závodech. Ve volném čase se věnuje myslivosti.

### Kurzy, školení a výcviky
Pavel Černý absolvoval v průběhu své aktivní služby celou řadu nejrůznějších kurzů. Některé z nich (kondiční a fitness specialista; kurz vodního záchranáře; kurz armádního přežití v extrémních podmínkách) byly certifikovány vojenským oborem Fakulty tělesné výchovy a sportu Univerzity Karlovy (FTVS UK), jiné byly pořádány Policií České republiky (kurz pro instruktory; kurz pro policejní vyjednávače; kurz odstřelovače; kurz výškových prací - služební použití horolezecké a speleologické techniky; kurz speciálního modulárního automobilního výcviku - jízda v extrémních podmínkách). V oblasti speciálních policejních a bezpečnostních dovedností prošel Pavel Černý i různými zahraničními kurzy a služebními školeními pořádanými v Německu, Belgii, Nizozemí, Polsku a na Slovensku.
Ve svém portfoliu školení, výcviků a kurzů má i některé méně obvyklé, například: základní výsadkových výcvik; Gloskmaster – zbrojířský kurz u rakouské zbrojovky GLOCK Ges.m.b.H. nebo kurz přístrojového potápění dle výukového systému * CMAS.
Dlouhodobou pozornost věnoval tréninku různých stylů sebeobrany majících kořeny v bojových umění (v japonském karate, jihočínském Wing-Tsun, filipínském Escrima). Pod vedením zahraničních mistrů a trenérů absolvoval i další kurzy a semináře sebeobranných stylů a bojových sportů.
Výčet kurzů, jimiž Pavel Černý prošel by nebyl úplný, pokud by nebyly uvedeny následující kurzy:
- Americký střelecký kurz pořádaný výcvikovým střediskem – Institutem taktické obrany (Tactical Defense Institute; zkratka TDI) v americkém Ohiu zaměřený na taktické použití palných zbraní.
- Speciální instruktorský kurz pro ozbrojené složky zaměřený na bezpečné a efektivní využití ochranných pomůcek a cvičné munice FX s projektily plněnými barvou. (Ochranné pomůcky a munice typu FX je produkována kanadskou společností Simunition.) Kurz byl zaměřen na scénářích inscenování (soupeřského) výcviku založeného na realitě s využitím bezpečných technologií Simunition FX.
- Pavel Černý je držitelem britské oficiální státní licence vydané úřadem SIA (Security Industry Authority) pro osobní ochránce (tělesnou ochranu osob).[2] Je absolventem kurzu CPO (Close Protection Officers).
- Kurz osobní ochrany (určený pro osobní strážce, resp. pro tělesnou ochranu osob) se specializací na rizikové oblasti (Afghánistán, Irák).[2] Kurz se nazýval High Risk Environment Close Protection (do češtiny volně: Tělesná ochrana osob ve vysoce rizikovém prostředí).
- Armádní zdravotnický medic–kurz NATO s názvem BARTS for CLS (Battlefield Advanced Resuscitation Techniques and Skills for Combat Lifesavers; česky volně přeloženo: Pokročilé resuscitační techniky a dovednosti pro záchranáře působící v bojovém prostředí), který byl zaměřen na poskytování rozšířené první pomoci a neodkladné zdravotní péče v bojových podmínkách (Tactical combat casualty care; zkratky: TCCC nebo TC3; česky: Taktická péče o zraněné v boji).

### Instruktorské zkušenosti a oprávnění
Absolvování různých instruktorských kurzů a bohaté vlastní praktické zkušenosti předurčily Pavla Černého k roli elitního instruktora sebeobrany v různých oblastech policejních, vojenských, střeleckých a jiných dovedností:
- Pavel Černý je vrchním instruktorem a metodikem Euro Security Products (ESP) pro speciální výcvik s teleskopickým obuškem a má oprávnění vykonávat funkci instruktora pro užití donucovacího prostředku typu Air taser (toto oprávnění je certifikováno u Policie České republiky).[p. 4]
- Má oprávnění pro výkon funkce zkušebního komisaře přítomného při přezkušování osob, které žádají o zbrojní pas (Zkoušky odborné způsobilosti v oblasti zbraní a střeliva).[3]
- Je vedoucím instruktorem výcvikového a testovacího týmu České zbrojovky Uherský Brod. (Funkce je označována jako šéfinstruktor CZ Shooting Academy.)
- V rámci specializace na Fakultě tělesné výchovy a sportu Univerzity Karlovy je trenérem I. třídy pro střelecké disciplíny UIT.[p. 5]
- Pavel Černý je instruktorem tzv. výškových armádních činností. (vojenský obor na FTVS UK). Jedná se o oprávnění vykonávat funkci instruktora pro tzv. vojensko–praktické lezení (v rámci Armády České republiky).
- Po absolvování speciálního instruktorského kurzu zaměřeného na praktické užití ochranných pomůcek a cvičné munice FX s projektily plněnými barvou se Pavel Černý stal oficiálním instruktorem (s působností po celé České republice) FX Simunition. Je oprávněn metodicky vést kurzy (soupeřského) tréninkového výcviku (pro ozbrojené složky) založeného na realitě s využitím bezpečných technologií Simunition FX. (Andro, Itálie 2012)
- Je rovněž hlavním instruktorem pro Tactical Rescue Academy (česky: Taktická záchranářská akademie).[2] Je tedy instruktorem pro specializované výcviky neodkladné první pomocí v extrémních a bojových podmínkách. Jde o výcviky založené na bázi amerického armádního programu TCCC (Tactical Combat Casualty Care; česky: Taktická péče o zraněné v boji). Tato funkce je akreditována Ministerstvem školství, mládeže a tělovýchovy České republiky.

### Působení v zahraničí
Mezi léty 2004 až 2018 působil Pavel Černý na různých místech nejen v Evropě, ale téměř po celém světě jako mezinárodně uznávaný instruktor výcviku nejrůznějších scénářů individuálních či skupinových zásahů vedených ozbrojenými složkami (převážně policejními, vojenskými či jinými speciálními jednotkami).
- První zahraniční cesta Pavla Černého vedla v roce 2004 do Afghánistánu,[3] kde působil jako vedoucí výcvikového týmu pro místní policejní instruktory. V Bulharsku v roce 2006 vedl kurz pro speciální policejní složky a o rok později (2007) byl vyslán do Portugalska jako zástupce Policie České republiky na mezinárodní kongres CEPOL, jehož tématem byla metodika moderní policejní přípravy.[5][4][p. 6]
- Snad nejčastější destinací, kde instruktorsky působil byla Čína.[3] Poprvé pořádal kurzy pro instruktory pořádkové a dopravní policie, policejních akademií, speciálních jednotek SWAT[2] a vězeňské služby v roce 2012 v Kantonu a Macau. O dva roky později (2014) to byly kurzy pro instruktory speciálních jednotek SWAT a vězeňské služby. Ty se uskutečnily v Tai Shenu, Urumqi a Macau. Obdobné kurzy pro tytéž jednotky (SWAT a vězeňská služba) instruktorsky vedl v roce 2016 v Guy Yangu, Foshanu, Zhaoging Duanzhou a Macau. Rok poté (2017) řídil výcvik speciálních jednotek SWAT v oblasti Kantonu a trénink instruktorů místní Custom Service v Macau. Naposledy pak navštívil Čínu v roce 2018, kde vedl trénink speciálních jednotek SWAT (v lokalitách Chengdu a Zhan Jiang).[5][4]
- V roce 2005 byl Pavel Černý vyslán do Španělska jako zástupce Policie České republiky na mezinárodní policejní seminář (Polígono de Experiencias para Fuerzas Especiales de la Guardia Civil; zkratka: PEFE; česky: Experimentální střelnice speciálních sil Občanské gardy), který se zabýval tématem speciálního výcviku zvláštních ozbrojených složek. O pět let později (v roce 2010) ve Španělsku vedl kurz pro instruktory policejních složek a Guardia Civil (Občanské gardy).[5][4]
- V roce 2007 a 2009 vedl v Lotyšsku kurzy určené pro speciální policejní složky.[5][4]
- Školení místních policejních specialistů v Kongu[3] pořádal v roce 2008 a o dva roky později (2010) navštívil Kongo opět, aby tam vedl kurz pro policejní instruktory a specialisty z protiteroristické jednotky PRI (Police Rapid Intervention; Rychlý policejní zásah).[5][4][2]
- Kurz pro instruktory centrálních policejních akademií vedl v Indii[3] v roce 2011 a v následujícím roce (2012) v Novém Dillí a Gudžarátu pořádal kurzy pro instruktory z policejních akademií, z jednotky Commando Gujarat a Skupinu speciální ochrany (Special Protection Group).[5][4]
- Kurz taktické péče o zraněné v boji (Tactical combat casualty care; zkratky: TCCC nebo TC3) určený pro Útvar osobitného určenia Policie Slovenské republiky vedl Pavel Černý v roce 2010 na Slovensku.[5][4]
- V roce 2011 v Mexiku[3] byl instruktorem kurzu určeného pro instruktory místních policejních složek. V Mexiku také vedl školení osobní ochrany osob (Close Protection) určený pro členy ochranky mexického ministra obrany.[5][4][2]
- Kurzy pro instruktory místních policejních složek vedl v roce 2013 v Gruzii a v roce 2014 ve Vietnamu[3] (v Hanoji).[5][4]
- V africkém Togu[3] (respektive v jeho hlavním městě Lomé) pořádal v roce 2015 kurz pro instruktory protiteroristické a protidemonstrační jednotky Gendarmerie.[5][4]
- V roce 2017 absolvoval cestu do Egypta, kde v Káhiře zorganizoval trénink instruktorů z jednotek SWAT a dalších speciálních součástí místní policie. Tentýž rok (2017) ještě Pavel Černý navštívil Kuwait,[3] aby tam řídil výcviky pro speciální jednotky Národní gardy a Zásahové a protiteroristické sekce místní policie.[5][4]

## Publikační a autorská činnost

### Knihy
- ČERNÝ, Pavel. Taktická příprava: metodika použití pout a vybraných donucovacích prostředků. Vydání 1. Praha: Ministerstvo vnitra České republiky, Odbor vzdělávání a správy policejního školství, 2001; 77 stran.
- ČERNÝ, Pavel a GOETZ, Michal. Manuál obranné střelby. 1. vydání Praha: nakladatelství Grada, 2004; 214 stran + 12 stran obrazových příloh; ISBN 80-247-0739-X. Publikace věnovaná komplexní problematice použití krátkých palných zbraní za účelem sebeobrany.[5][4]
- ČERNÝ, Pavel, DUŠEK, Ondřej (instruktor speciálních jednotek) a VINDUŠKA, Václav (instruktor speciálních jednotek). Manuál obranné střelby. II, Defenzivní a taktické použití pušky a brokovnice. 1. vydání Praha: nakladatelství Grada, 2013; 305 stran; ISBN 978-80-247-4427-8. Publikace je komplexním výukovým materiálem pojednávajícím o bojovém využití útočných pušek a brokovnic (obecně dlouhých zbraní).[5]
- ČERNÝ, Pavel. Černý mezi černými: a jiné kapitoly z instruktorských cest kolem světa. První vydání. Praha: Mladá fronta, 2019. 310 stran. ISBN 978-80-204-4856-9.

#### Knihy o Václavu Morávkovi

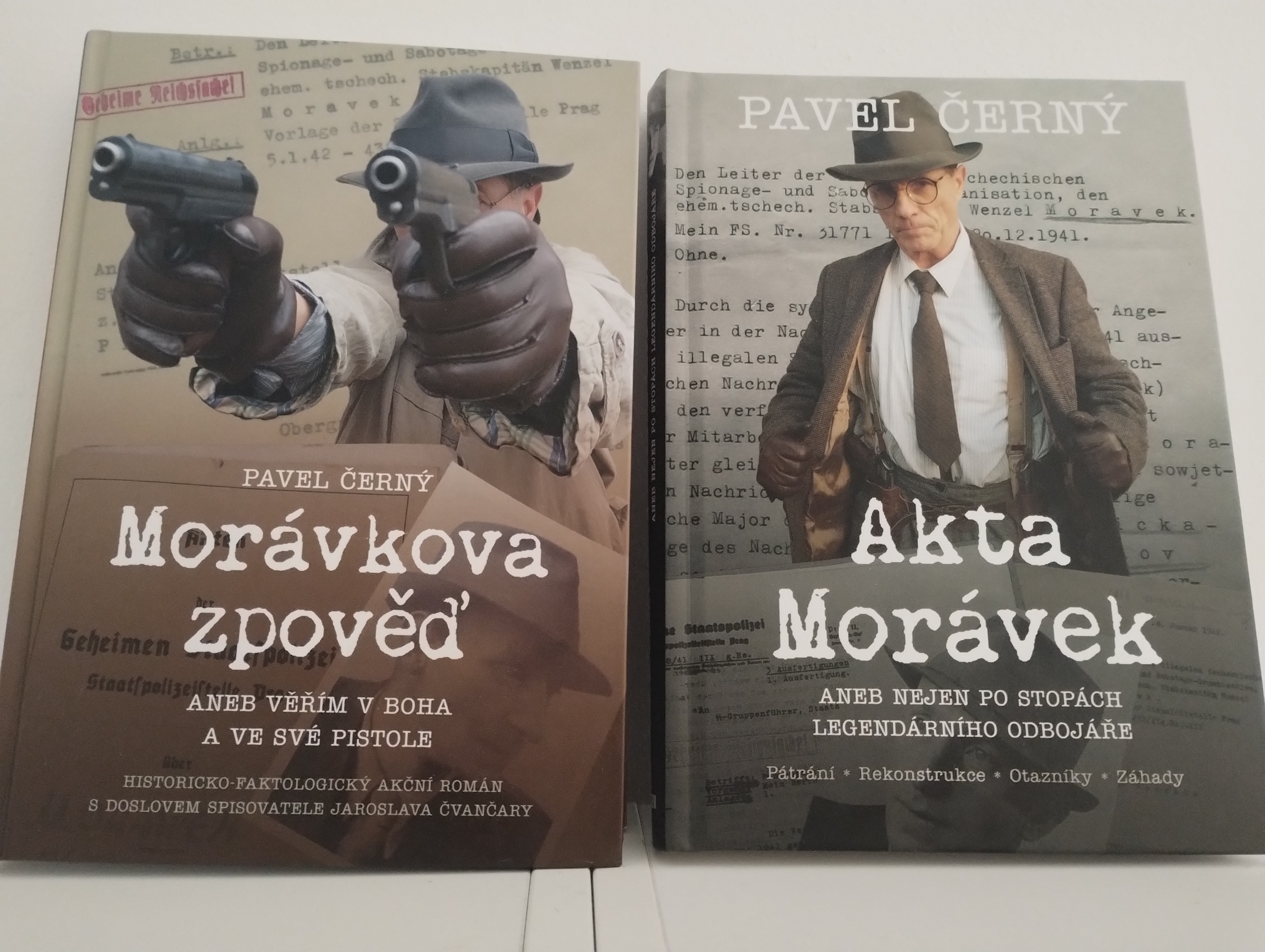
Knihy Pavla Černého o Václavu Morávkovi

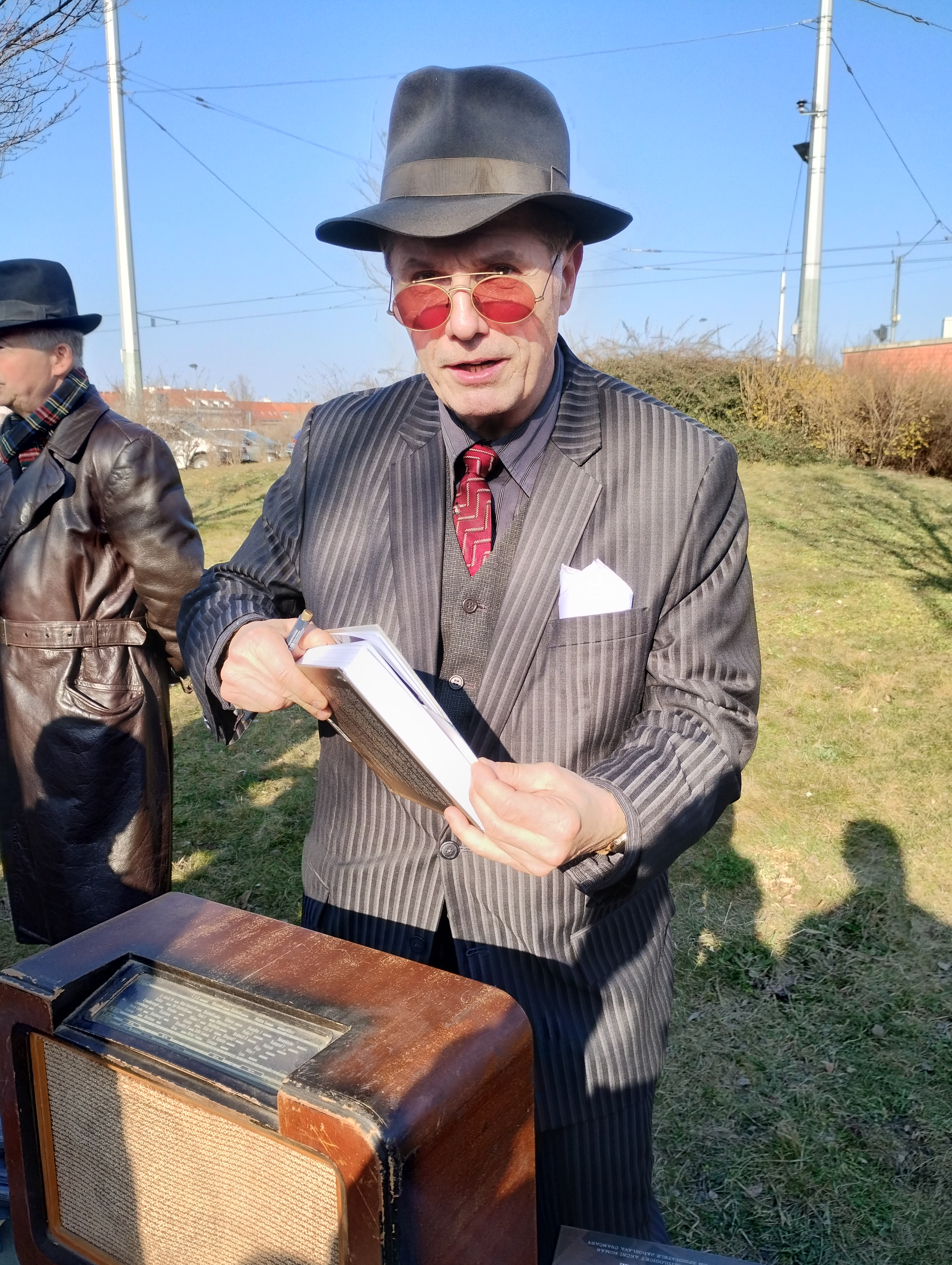
Pavel Černý podepisuje své knihy na akci při příležitosti výročí úmrtí odbojáře Václava Morávka 21. března 2025 v Morávkově parku, Praha 6.

Pavel Černý se dlouhodobě zabývá odbojovou činností (nejen) Václava Morávka, o němž vydal dvě knihy. V roce 2024 vyšel jeho historicko-faktologický akční román Morávkova zpověď aneb věřím v Boha a ve své pistole na kterém spolupracoval s badatelem a spisovatelem Jaroslavem Čvančarou a s odborníkem na Morávka Jiřím Košařem. Kniha popisuje odbojovou činnost skupiny "Tři králové" v Protektorátu na základě exaktních historických podkladů. Knihu dotváří rozsáhlá fotogalerie a poznámkový aparát. V květnu 2025 vyšel román jako audiokniha a zároveň Pavel Černý vydal další knihu s názvem Akta Morávek aneb Nejen po stopách legendárního odbojáře, ve které se zaměřuje na pátrání, výzkumy a rekonstrukce a řeší mnohé otazníky, záhady a mýty kolem života odbojáře Václava Morávka. Mistrně kombinuje historická fakta s praktickou stránkou věci, přičemž mnohé si vyzkoušel doslova na vlastní kůži. Kniha obsahuje řadu dosud neuveřejněných informací a velké množství exkluzivních fotografií.
- ČERNÝ, Pavel. Morávkova zpověď, aneb, Věřím v Boha a ve své pistole. Vydání první. Praha: Euromedia Group, 2024. 383 stran, 32 stran obrazových příloh. ISBN 978-80-242-9683-8.
- ČERNÝ, Pavel. Akta Morávek aneb Nejen po stopách legendárního odbojáře. Vydání první. Praha: Euromedia Group, 2025. 296 stran. ISBN 978-80-284-0354-6.

### Další autorské aktivity
Pavel Černý je autorem více než 350 odborných článků publikovaných ve specializovaných časopisech. Otištěné statě pojednávají především o problematice zbraní, vybavení a o střelecko–taktickém výcviku.
- Je autorem základního studijního materiálu, který zahrnuje taktické aspekty rizikových policejních zákroků. Materiál se nazývá Taktická příprava a v roce 1998 byl určen pro Ministerstvo vnitra České republiky.[5][4]
- Z autorovy dílny pochází rezortní studijní materiál policejních instruktorských kurzů pro služební využívání brokových zbraní. Text je určen pro Střední policejní školu Ministerstva vnitra České republiky v Praze, vznikl v roce 2000 a nese název Specializační nadstavbový kurz střelby z brokovnice.[5][4]
- Do deseti jazyků byl přeložen Černého komplexní výukový program z roku 2005 šířený na nosiči DVD (stopáž filmu 60 minut) pojednávající o použití Teleskopického obušku v praxi. Jedná se o ESP (Euro Security Products).[5][4]
- Pro výuku zvládání některých rizikových policejních situací pomocí speciálních vyjednávacích postupů je určena Černého rezortní učebnice z roku 2007. Text se nazývá Komunikace v krizových situacích a byl vydán pro potřeby Ministerstva vnitra České republiky.[5][4]
- Ochranné prostředky pro příslušníky PČR je Černého výukový rezortní materiál zabývající se vhodným využitím vybraných preventivních prostředků, zvláště balistické ochrany. Materiál vznikl v roce 2008 pro potřeby Ministerstva vnitra České republiky.[5][4]
- Společně se střelci disciplíny IPSC[p. 1] Angus Hobdellem a Adamem Tycem a spolu s MUDr. Michalem Goetzem sestavil Pavel Černý knihu speciálně určenou pro americký trh. Tento rozšířený výukový manuál je psán v angličtině a nese název CZ in Action – Defensive Shooting Handbook (česky: CZ v akci - Příručka obranné střelby).[5][4]
- Pavel Černý je autorem metodického výcvikového materiálu (na DVD nosiči), který se zabývá využíváním speciálních taktických polygonů. DVD je určeno pro výuku taktické přípravy v objektech. Informace v DVD slouží pro příslušníky Policie České republiky (PČR), studenty Vyšší policejní školy (VPŠ) a Střední policejní školy Ministerstva vnitra České republiky (SPŠ MV ČR).[4]